# Fernando Garrido
Fernando Garrido Tortosa (Cartagena, 6 de enero de 1821-Córdoba, 31 de mayo de 1883) fue un político y escritor español.

## Biografía
Nació en la localidad de Cartagena el 6 de enero de 1821, en una familia liberal e ilustrada. Su padre era marino y recibió una buena educación. En 1839, tras la muerte de su padre, su familia se estableció en Cádiz cuando contaba dieciocho años. Se  dedicó, con verdadera pasión, al ejercicio de la pintura, y cuatro años más tarde, sin abandonar aquel arte, inició su carrera política y literaria en los periódicos La Estrella, La Caricatura, El Infierno y otros periódicos de la ciudad gaditana, algunos de ellos autonomistas. En 1845 se trasladó a Madrid y comenzó a publicar una revista decenal  fourierista con el título de La Atracción (marzo de 1846), del que era director y repartidor, puesto que no alcanzó a tener más de 12 suscriptores y que solo duró tres meses, pero que atrajo al lado de Garrido a varios demócratas socialistas, entre los que figuraban Sixto Cámara, José Ordax Avecilla, Federico Carlos Beltrán, Francisco Javier Moya y Félix de Bona. Entre marzo y mayo de 1848, Garrido, con la colaboración de Beltrán,  publicó La Organización del Trabajo, periódico que aparecía dos veces por semana, para la difusión de las teorías socialistas de Proudhon, Saint-Simon y especialmente de Louis Blanc y Fourier. Alcanzó unos doscientos suscriptores y pudieron publicarse 17 números, hasta que fue cerrado por el gobierno de Narváez, tras el alzamiento del 26 de marzo de 1848, en el que intervino directamente Garrido. 
Al periódico cerrado lo reemplazó El Eco de la Juventud, en que prosiguió Garrido con entusiasmo su propaganda socialista, que se fusionó con El Amigo del Pueblo, dirigido por Antonio Ignacio Cervera y con la Reforma Económica, dirigido por Cámara, dando paso a La Asociación bajo la dirección de Ordax Avecilla que llegó a reunir varios miles de suscriptores. Con parte de estos suscriptores y algunos grupos de obreros, se formó la sociedad secreta Los Hijos del Pueblo que al año tenía 1.200 afiliados. La organización poseía armas y estaba estructurada sobre la base de un esquema piramidal. En la cúspide de esta entidad se encontraba Garrido rodeado de un grupo de agitadores  entre los que destacaban Díaz Quintero, Ferreras y Aguilar. Simultáneamente, Garrido publicó varios folletos: Derrota de los viejos partidos políticos, Cartas del apóstol socialista a Juanón el Bueno, alias el Pueblo español (condenado al pago de 4.000 reales) y Defensa del socialismo (multa de 54.000 reales y se le impuso un mes de prisión por cada mil reales que no pagara de la multa). Por ello pasó en la cárcel del Saladero (Madrid) catorce meses, donde conoció a Castelar y redactó el  folleto La Democracia y las elecciones del 10 de mayo. En el verano de 1851 fue indultado, con la condición de que abandonara el país. Se estableció en Londres, donde representó a España en el Comité Internacional de la Democracia Europea, del que formaban parte Mazzini, Kossuth y Ledru-Rollin, y allí permaneció hasta que la revolución de 1854 le permitió volver a España.
Nada más llegar imprimió un folleto, que produjo un ruido extraordinario. Demostraba en él osadamente que, dado el carácter de la revolución vencedora, Isabel II no era ni podía ser reina, y que el verdadero jefe del Estado era el general Espartero, aclamado por las masas populares. Garrido fue llevado al Saladero de nuevo, se le instruyó proceso y compareció una vez más ante el Jurado. Emilio Castelar, su defensor, pronunció con este motivo un brillante discurso. La extraordinaria elocuencia, la argumentación incontrastable del orador, pusieron la convicción de tal modo en el ánimo de los jueces, que Garrido fue absuelto por unanimidad. En seguida este último publicó con Antonio J. Cervera el periódico Las Barricadas, que no hizo otra cosa sino explanar lo dicho en el folleto. Los veintiocho números publicados de Las Barricadas le valieron veintiocho causas, recayendo sentencia absolutoria en todas ellas. En La Voz del Pueblo, en La Democracia y hasta en una pieza teatral, titulada Un día de revolución (1854) acentuó sus ideas el incansable propagandista durante el Bienio Progresista.
En el folleto La República democrática federal universal, publicado en Lérida en 1855, del que se agotaron varias ediciones, confirmó sus teorías, y otro titulado La Democracia y sus adversarios le valió el destierro a Lisboa; después salió milagrosamente bien del juicio sumario que se le había instruido por suponerle complicado en la conspiración que costó la vida a Sixto Cámara.

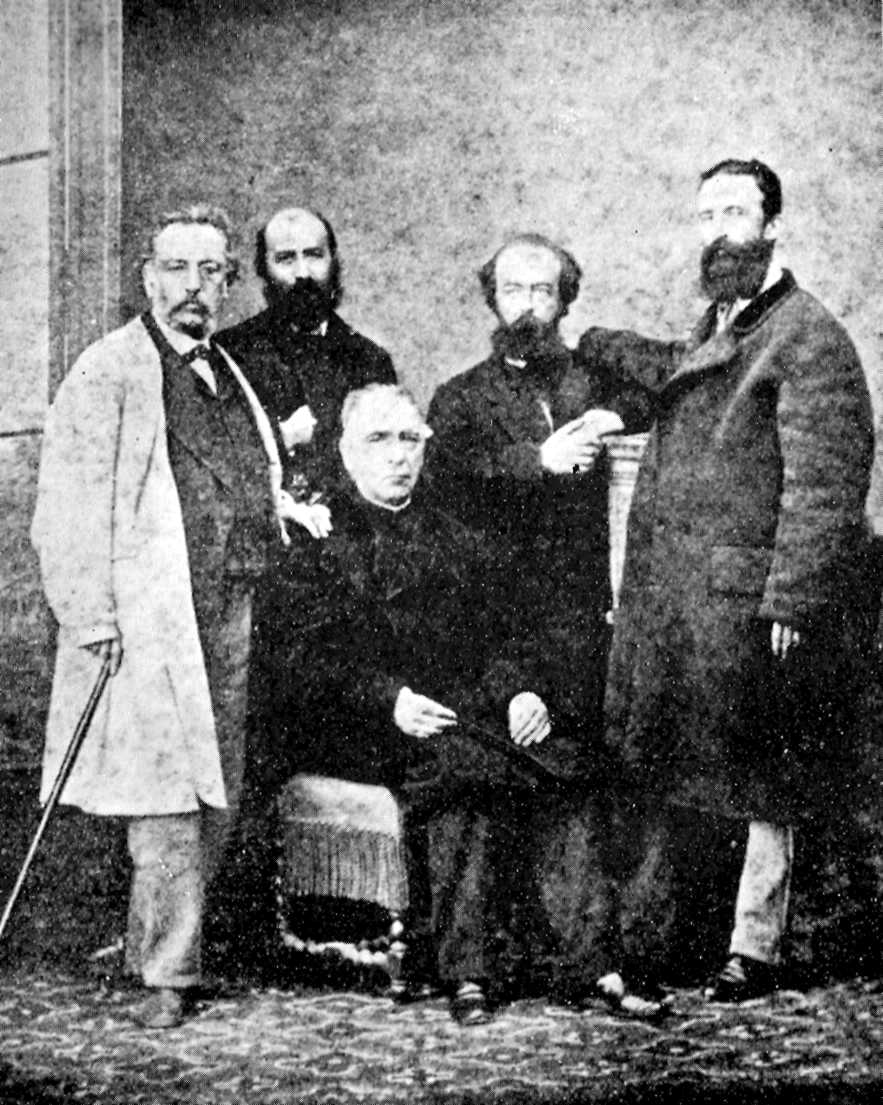
Fotografía de comienzos de 1869 en Madrid. De izq. a der. Fernando Garrido, Aristide Rey, José María Orense (sentado), Élie Reclus y Giuseppe Fanelli.

Buscando momentáneo reposo a sus trabajos políticos y expansión a sus aficiones literarias, publicó en Barcelona por aquellos días tomos de prosa y verso, varias producciones teatrales y una discreta biografía de su infortunado amigo Sixto Cámara. Mas lo persiguió la desgracia, y como se le atribuía cierta proclama contra Isabel II, que circuló por Barcelona cuando visitó esta capital la reina, tuvo Garrido que emigrar, primero a París y luego a Londres. Durante la nueva emigración escribió: La Democracia y el Socialismo, con un prólogo de Mazzini, y La España contemporánea, que, publicada en francés, fue traducida al español, alemán, dinamarqués, polaco y ruso. La obra Historia de las persecuciones políticas y religiosas desde los tiempos antiguos hasta nuestros días en todos los países de Europa, la Historia de las asociaciones obreras en Europa y la Historia de los crímenes del despotismo, publicadas por Garrido de 1865 a 1866 bajo el seudónimo Alfonso Torres de Castilla, precedieron a La Humanidad y sus progresos, libro que valió a su autor la excomunión del obispo de Barcelona, quedando desde entonces la publicación suspendida. En 1868, triunfante la Revolución de septiembre, se presentó Garrido en Madrid tres o cuatro días después de su inicio y publicó un documento republicano, El nuevo rey de España, al cual siguieron otras varias hojas sueltas de carácter parecido; y, antes de acabar aquel año, empezó a imprimir en Barcelona la obra en tres tomos El último Borbón.
Al cabo de dos años dio a luz su Historia de las clases trabajadoras; al siguiente empezó el diario La Revolución Social, por el que fue condenado por tercera vez a Saladero y luego en Portugal, destierro de que regresó al formarse el gobierno de Ruiz Zorrilla.
Representante de Cádiz en las Cortes Constituyentes de 1869, fue diputado por Sevilla en las Cortes posteriores de 1872, y, apenas proclamada la República, fue nombrado intendente general de las islas Filipinas, desde donde regresó a Cádiz tras el golpe de Estado de Pavía. Pasó entonces voluntariamente a Lisboa, dedicándose allí a la pintura.
Decretó el gobierno portugués se expulsión junto a otros, aunque permaneció oculto en Oporto por espacio de algunos meses, y, refugiándose en París, vivió allí de sus pinceles y escribiendo artículos de política española en varios periódicos franceses. En 1879, ya en España, publicó el folleto La Cooperación, acerca de las sociedades cooperativas, y la obra histórica la Restauración teocrática; a la vez colaboraba en el periódico autonomista La Unión. Luego dio a luz La Revolución en la Hacienda del Estado, de las provincias y de los municipios; ¡Pobres Jesuitas!, y numerosos artículos y cartas.
Falleció en Córdoba, en la noche del 31 de mayo de 1883.